# Jackson Pollock
Jackson Pollock (Cody (Wyoming), 28 januari 1912 – Springs-East Hampton (New York), 11 augustus 1956) was een Amerikaanse kunstschilder die tot de abstract expressionistische school behoorde.

## Levensloop

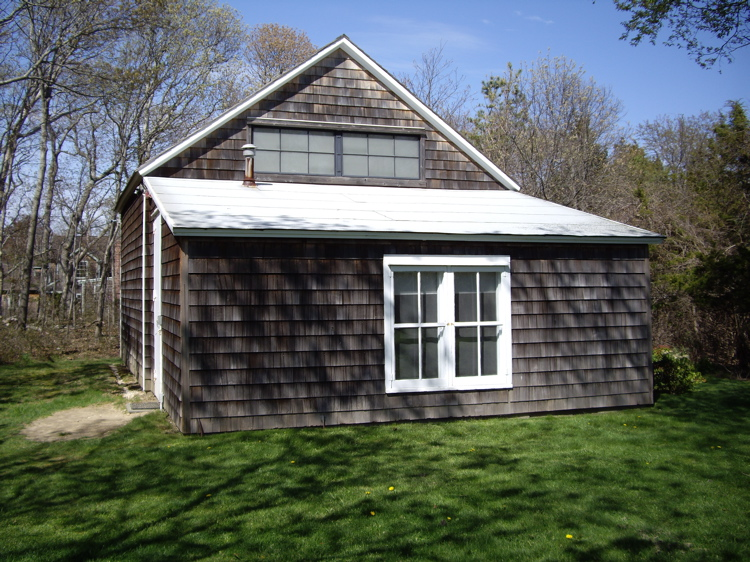
Pollocks Studio in Springs, NY.

In 1928-1929 volgde Pollock lessen aan de Manual Art High School in Los Angeles, Californië. Daar kreeg hij les van Frederick John de St. Vrain de Schwankovsky. Eind 1930 verhuisde hij naar New York waar hij samen met zijn broer Charles les kreeg van Thomas Hart Benton in the Art Students League of New York. In deze periode ontmoette hij de Mexicaanse muralisten Diego Rivera en José Clemente Orozco. Hij maakte in deze tijd schilderijen van het boerenleven in Amerika en reisde samen met Benton door het land.
In 1936 werkte hij samen met David Alfaro Siqueiros in diens experimentele studio. Van 1938 tot 1942 werkte Pollock in het kader van het Federal Art Project, waar hij echter snel weer weg moest omdat hij zich niet plooide naar de strenge regels. Zijn eerste solotentoonstelling vond plaats in 1943 door bemiddeling van Peggy Guggenheim, die hem ook onder contract nam in haar Art of the Century galerie. Het 2,42 bij 6,03 meter metende schilderij met als titel Mural (1943) kwam tot stand in opdracht van zijn mecenas, Peggy Guggenheim die hem ook jarenlang onderhield met een maandelijkse toelage.
Pollock trouwde in 1945 met Lee Krasner. Zij gingen in het gehucht Springs wonen in East Hampton (Suffolk County, New York), waar Krasner zo veel mogelijk hielp om Pollock van de drank af te houden. In 1952 had hij zijn eerste solotentoonstelling in Parijs. Pollock heeft veel gereisd maar uitsluitend binnen Amerika. In 1956 overleed Pollock in The Springs ten gevolge van een auto-ongeval. De kunstschilder Ruth Kligman overleefde het ongeluk.

## Schilderstijl

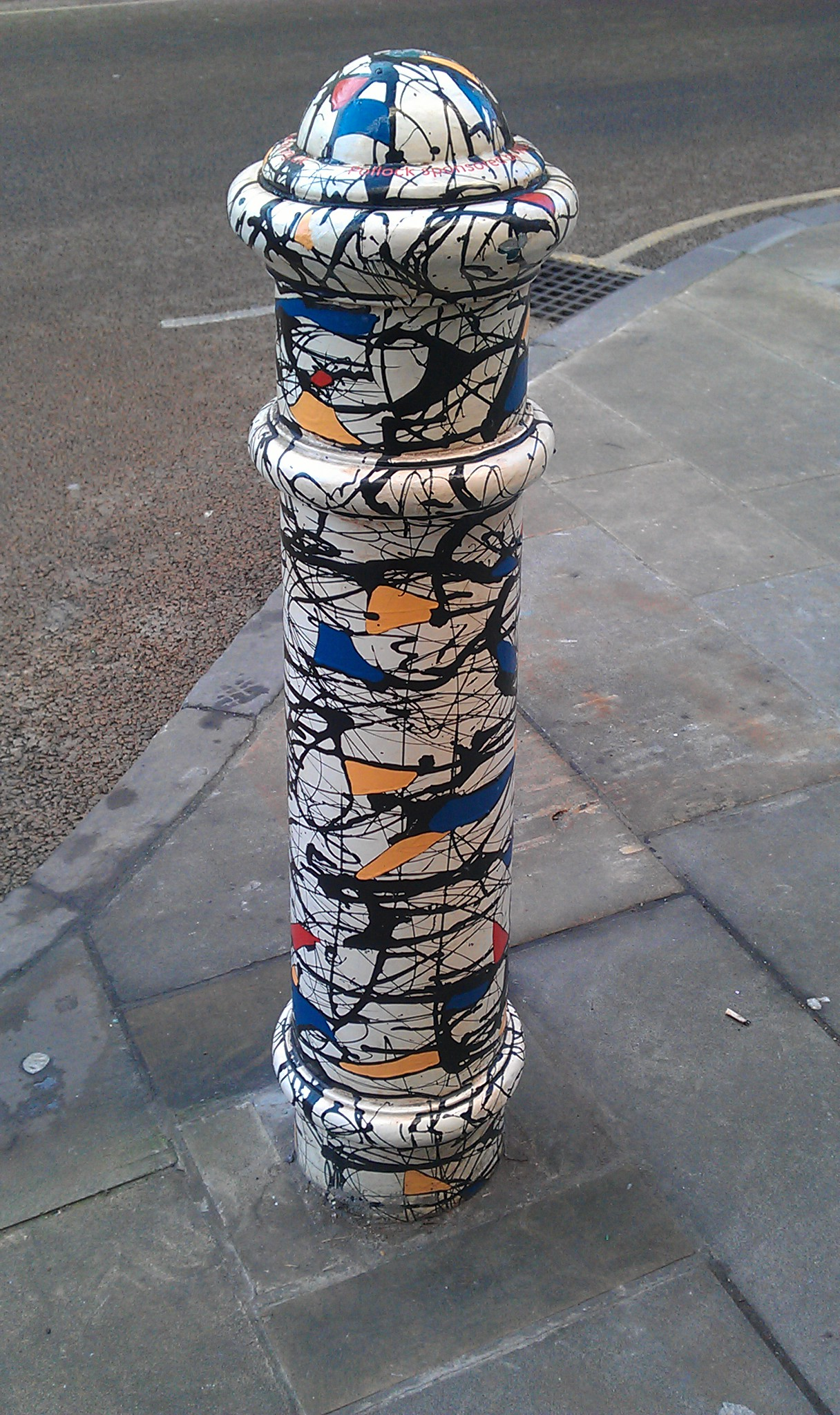
Een paaltje in Winchester in de stijl van Pollock

Pollocks schilderstijl wordt tot het abstract expressionisme gerekend, evenals dat van onder anderen zijn tijdgenoot Willem de Kooning. De nadruk op de handeling van het schilderen noemt men "actionpainting". De schilder liet de verf van zijn kwast in grillige slierten op grote op de grond liggende doeken druppelen. Vandaar de naam van dit soort werk: drippings. Deze dripping-techniek werd zijn handelsmerk. In 1947 getuigde hij hierover: "Op de vloer voel ik mij meer op mijn gemak. Ik voel mij dichterbij, meer onderdeel van het schilderij, omdat ik er op deze manier omheen kan lopen, kan werken vanaf de vier zijdes en letterlijk in het schilderij kan zijn".

## Films over zijn leven
In 1950 werd door Hans Namuth en Paul Falkenberg een documentaire gemaakt, waarbij Pollock in en buiten zijn atelier werd gevolgd; Morton Feldman componeerde de muziek.
Over de laatste 15 jaar van zijn leven werd in 2000 de film Pollock gemaakt. Regisseur en hoofdrolspeler Ed Harris werkte tien jaar aan de film.

## Musea
Zijn werk bevindt zich in diverse musea voor moderne en hedendaagse kunst, onder andere in:
- Museum of Modern Art, Guggenheim Museum en Metropolitan Museum of Art in New York
- National Gallery of Art in Washington D.C.
- Museum of Fine Arts in Houston
- San Francisco Museum of Modern Art in San Francisco
- Tate Modern in Londen
- Stedelijk Museum Amsterdam
- Kunstsammlung Nordrhein-Westfalen in Düsseldorf
- Centre Pompidou in Parijs
- Peggy Guggenheim Collection in Venetië
- Museum van Hedendaagse Kunst, Teheran

## Dripper
Van het tijdschrift Time kreeg Pollock vanwege zijn schildertechniek de bijnaam Jack the Dripper opgespeld.